# Tri-nations 2005
Navigation
Tri-nations 2004 Tri-nations 2006
Le Tri-nations 2005 a été remporté par la Nouvelle-Zélande.

## Classement
| Rang | Club               | J | V | N | D | Bo | Bd | Pm  | Pe  | Diff | Pts |
| ---- | ------------------ | - | - | - | - | -- | -- | --- | --- | ---- | --- |
| 1    | Nouvelle-Zélande   | 4 | 3 | 0 | 1 | 2  | 1  | 111 | 86  | +25  | 15  |
| 2    | Afrique du Sud (T) | 4 | 3 | 0 | 1 | 1  | 0  | 93  | 82  | +11  | 13  |
| 3    | Australie          | 4 | 0 | 0 | 4 | 1  | 2  | 72  | 108 | -36  | 3   |

|  | Vainqueur de la compétition (no 1) |
|  | T : tenant du titre 2004           |

Attribution des points : victoire sur tapis vert : 5, victoire : 4, match nul : 2, défaite : 0, forfait : -2 ; plus les bonus (offensif : 3 essais de plus que l'adversaire ; défensif : défaite par 7 points d'écart ou moins).
Règles de classement : ?

## Résultats

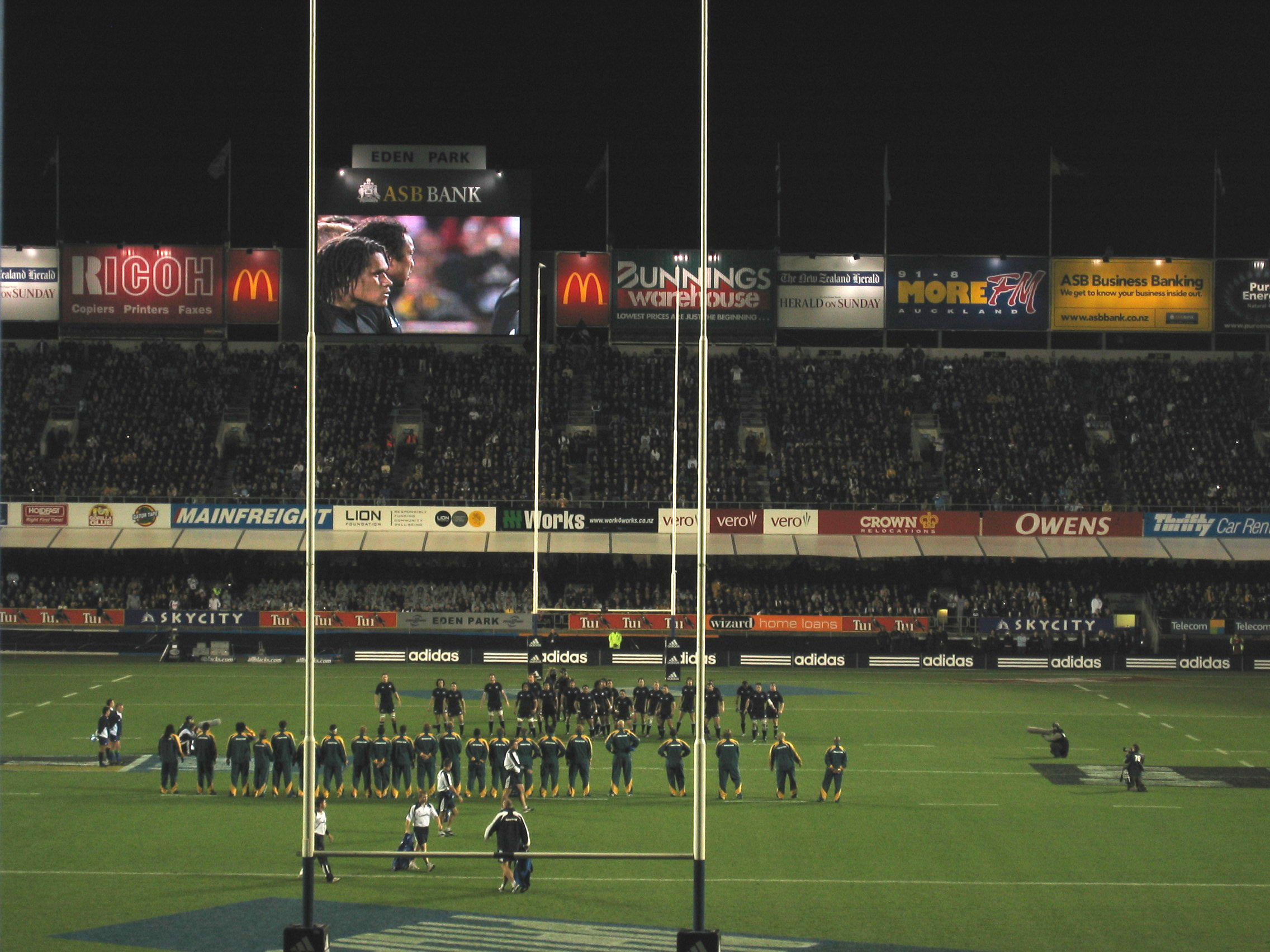
La Nouvelle-Zélande contre l'Australie

| 1er match        |                                            |             |                                                     |  |                                                           |
| 30 juillet 2005  |                                            |             |                                                     |  |                                                           |
|                  | Afrique du Sud                             | 22–16       | Australie                                           |  | Pretoria, Afrique du Sud                                  |
|                  |                                            | (MT: 6–13)  |                                                     |  | Arbitre : Paul Honiss (Nouvelle-Zélande)                  |
|                  | Essais : Paulse                            |             | Essais : Smith                                      |  |                                                           |
|                  | Transformations : Montgomery               |             | Transformations : Giteau                            |  |                                                           |
|                  | Pénalités : Montgomery (3)                 |             | Pénalités : Giteau (3)                              |  |                                                           |
|                  | Drops : Montgomery, Pretorius              |             |                                                     |  |                                                           |
| 2e match         |                                            |             |                                                     |  |                                                           |
| 6 août, 2005     |                                            |             |                                                     |  |                                                           |
|                  | Afrique du Sud                             | 22–16       | Nouvelle-Zélande                                    |  | Le Cap, Afrique du Sud                                    |
|                  |                                            | (MT: 16–13) |                                                     |  | Arbitre : Andrew Cole Australie                           |
|                  | Essais : de Villiers                       |             | Essais : Gear                                       |  |                                                           |
|                  | Transformations : Montgomery               |             | Transformations : Carter                            |  |                                                           |
|                  | Pénalités : Montgomery (4)                 |             | Pénalités : Carter (3)                              |  |                                                           |
|                  | Drops : Pretorius                          |             |                                                     |  |                                                           |
| 3e match         |                                            |             |                                                     |  |                                                           |
| 13 août, 2005    |                                            |             |                                                     |  |                                                           |
|                  | Australie                                  | 13–30       | Nouvelle-Zélande                                    |  | Sydney, Australie                                         |
|                  |                                            | (MT: 13-10) |                                                     |  | Arbitre : Tony Spreadbury (Angleterre) 82 309 spectateurs |
|                  | Essais : Mitchell                          |             | Essais : Piri Weepu, Richie McCaw, Rokocoko         |  |                                                           |
|                  | Transformations : Giteau                   |             | Transformations : Carter, McAlister                 |  |                                                           |
|                  | Pénalités : Giteau (2)                     |             | Pénalités : Carter (3)                              |  |                                                           |
| 4e match         |                                            |             |                                                     |  |                                                           |
| 20 août, 2005    |                                            |             |                                                     |  |                                                           |
|                  | Australie                                  | 19–22       | Afrique du Sud                                      |  | Perth, Australie                                          |
|                  |                                            | (MT: 6–14)  |                                                     |  | Arbitre : Alain Rolland Irlande                           |
|                  | Essais : Rathbone                          |             | Essais : Habana (2)                                 |  |                                                           |
|                  | Transformations : Rogers                   |             | Transformations :                                   |  |                                                           |
|                  | Pénalités : Rogers (3),Giteau              |             | Pénalités : Montgomery (3)                          |  |                                                           |
|                  |                                            |             | Drops : Montgomery                                  |  |                                                           |
| 5e match         |                                            |             |                                                     |  |                                                           |
| 27 août, 2005    |                                            |             |                                                     |  |                                                           |
|                  | Nouvelle-Zélande                           | 31–27       | Afrique du Sud                                      |  | Dunedin, Nouvelle-Zélande                                 |
|                  |                                            | (MT: 21–17) |                                                     |  | Arbitre : M Joël Jutge France                             |
|                  | Essais : Rokocoko (2), MacDonald, Mealamu  |             | Essais : Habana, Januarie, Fourie                   |  |                                                           |
|                  | Transformations : MacDonald (3), McAlister |             | Transformations : Montgomery (3)                    |  |                                                           |
|                  | Pénalités : MacDonald                      |             | Pénalités : Montgomery (2)                          |  |                                                           |
| 6e match         |                                            |             |                                                     |  |                                                           |
| 3 septembre 2005 |                                            |             |                                                     |  |                                                           |
|                  | Nouvelle-Zélande                           | 34–24       | Australie                                           |  | Auckland, Nouvelle-Zélande                                |
|                  |                                            | (MT: 20–5)  |                                                     |  | Arbitre : Chris White Angleterre                          |
|                  | Essais : Richie McCaw, Howlett (3)         |             | Essais : Chisholm, Gerrard, Tuqiri, Lloyd Johansson |  |                                                           |
|                  | Transformations : MacDonald                |             | Transformations : Rogers (2)                        |  |                                                           |
|                  | Pénalités : MacDonald, McAlister (3)       |             |                                                     |  |                                                           |

## Les matchs

### Afrique du Sud - Australie
Résultat
| Équipes            | Afrique du Sud - Australie |
| Score              | 22 - 16 (6 - 13) |
| Date               | 30 juillet 2005 |
| Stade              | Loftus Versfeld Stadium, Pretoria |
| Arbitre            | Paul Honiss |
| Évolution du score | 3-0, 3-3, 3-6, 6-6, 6-13, 13-13, 13-16, 16-16, 19-16, 22-16.                                                                                  |
| Afrique du Sud     | 1 essai de Paulse (51e) 1 transformation de Montgomery 3 pénalités de Montgomery (2e, 62e, 73e) 2 drops de Montgomery (30e), Pretorius (80e). |
| Australie          | 1 essai de Smith (40e) 1 transformation de Giteau 3 pénalités de Giteau (12e, 20e, 59e).                                                      |

Composition des équipes
- Afrique du Sud
  - Titulaires : 15 Percy Montgomery, 14 Breyton Paulse, 13 Jaque Fourie, 12 Jean de Villiers, 11 Bryan Habana, 10 Andre Pretorius, 9 Fourie du Preez, 8 Jacques Cronjé, 7 Juan Smith, 6 Joe van Niekerk, 5 Victor Matfield, 4 Bakkies Botha, 3 CJ van der Linde, 2 John Smit (cap.), 1 Gurthrö Steenkamp.
  - Remplaçants : 16 Gary Botha, 17 Eddie Andrews, 18 Albert van den Berg, 19 Schalk Burger, 20 Enrico Januarie, 21 Jaco Van der Westhuyzen, 22 Marius Joubert.
  - Entraîneur :  Jake White
- Australie
  - Titulaires : 15 Chris Latham, 14 Wendell Sailor, 13 Morgan Turinui, 12 Matt Giteau, 11 Lote Tuqiri, 10 Stephen Larkham, 9 George Gregan (cap.), 8 David Lyons, 7 George Smith, 6 John Roe, 5 Nathan Sharpe, 4 Daniel Vickerman, 3 Matt Dunning, 2 Jeremy Paul, 1 Bill Young.
  - Remplaçants : 16 Stephen Moore, 17 Al Baxter, 18 Mark Chisholm, 19 Phil Waugh, 20 Chris Whitaker, 21 Stirling Mortlock, 22 Drew Mitchell.
  - Entraîneur :  Eddie Jones

### Afrique du Sud - Nouvelle-Zélande
Résultat
| Équipes            | Afrique du Sud - Nouvelle-Zélande                                                                                                   |
| Score              | 22 - 16 (16 - 13) |
| Date               | 6 août 2005 |
| Stade              | Newlands Stadium, Le Cap |
| Arbitre            | Andrew Cole |
| Évolution du score | 7-0, 10-0, 13-0, 13-3, 13-10, 13-13, 16-13, 19-13, 22-13, 22-16.                                                                    |
| Afrique du Sud     | 1 essai de De Villiers (1re) 1 transformation de Montgomery 4 pénalités de Montgomery (4e, 37e, 46e, 51e) 1 drop de Pretorius (8e). |
| Nouvelle-Zélande   | 1 essai de Gear (19e) 1 transformation de Carter 3 pénalités de Carter (12e, 26e, 68e).                                             |

Composition des équipes
- Afrique du Sud
  - Titulaires : 15 Percy Montgomery, 14 Breyton Paulse, 13 Jaque Fourie, 12 Jean de Villiers, 11 Bryan Habana, 10 Andre Pretorius, 9 Enrico Januarie, 8 Joe van Niekerk, 7 Juan Smith, 6 Schalk Burger, 5 Victor Matfield, 4 Bakkies Botha, 3 CJ van der Linde, 2 John Smit (cap.), 1 Os du Randt.
  - Remplaçants : 16 Hanyani Shimange, 17 Gurthrö Steenkamp, 18 Albert van den Berg, 19 Jacques Cronjé, 20 Fourie du Preez, 21 Wayne Julies, 22 Jaco Van der Westhuyzen.
  - Entraîneur :  Jake White
- Nouvelle-Zélande
  - Titulaires : 15 Leon MacDonald, 14 Rico Gear, 13 Tana Umaga (cap.), 12 Aaron Mauger, 11 Mils Muliaina, 10 Daniel Carter, 9 Byron Kelleher, 8 Rodney So'oialo, 7 Richie McCaw, 6 Jerry Collins, 5 Ali Williams, 4 Chris Jack, 3 Carl Hayman, 2 Keven Mealamu, 1 Tony Woodcock.
  - Remplaçants : 16 Derren Witcombe, 17 Greg Somerville, 18 James Ryan, 19 Marty Holah, 20 Piri Weepu, 21 Luke McAlister, 22 Joe Rokocoko.
  - Entraîneur :  Graham Henry

### Australie - Nouvelle-Zélande
Résultat
| Équipes            | Australie - Nouvelle-Zélande |
| Score              | 13 - 30 (13 - 10) |
| Date               | 13 août 2005 |
| Stade              | Telstra Stadium, Sydney |
| Arbitre            | Tony Spreadbury |
| Évolution du score | 7-0, 10-0, 13-0, 13-3, 13-10, 13-13, 13-20, 13-23, 13-30.                                                                                           |
| Australie          | 1 essai de Mitchell (4e) 1 transformation de Giteau 2 pénalités de Giteau (8e, 12e).                                                                |
| Nouvelle-Zélande   | 3 essais de Weepu (39e), McCaw (52e), Rokocoko (75e) 3 transformations de Carter (40e, 53e), McAlister (75e) 3 pénalités de Carter (20e, 46e, 68e). |

Composition des équipes
- Australie
  - Titulaires : 15 Drew Mitchell, 14 Mark Gerrard, 13 Stirling Mortlock, 12 Morgan Turinui, 11 Lote Tuqiri, 10 Matt Giteau, 9 George Gregan (cap.), 8 David Lyons, 7 George Smith, 6 John Roe, 5 Nathan Sharpe, 4 Daniel Vickerman, 3 Al Baxter, 2 Jeremy Paul, 1 Bill Young.
  - Remplaçants : 16 Brendan Cannon, 17 Matt Dunning, 18 Mark Chisholm, 19 Phil Waugh, 20 Chris Whitaker, 21 Elton Flatley, 22 Clyde Rathbone.
  - Entraîneur :  Eddie Jones
- Nouvelle-Zélande
  - Titulaires : 15 Mils Muliaina, 14 Rico Gear, 13 Tana Umaga (cap.), 12 Aaron Mauger, 11 Joe Rokocoko, 10 Daniel Carter, 9 Piri Weepu, 8 Rodney So'oialo, 7 Richie McCaw, 6 Jerry Collins, 5 Ali Williams, 4 Chris Jack, 3 Carl Hayman, 2 Keven Mealamu, 1 Tony Woodcock.
  - Remplaçants : 16 Derren Witcombe, 17 Greg Somerville, 18 James Ryan, 19 Marty Holah, 20 Kevin Senio, 21 Luke McAlister, 22 Leon MacDonald.
  - Entraîneur :  Graham Henry